# بيورن هانسن
بيورن هانسن (بالنرويجية البوكمول: Bjørn Hansen)‏ هو صحفي نرويجي، ولد في 12 أكتوبر 1938 في ترومسو في النرويج.

## وصلات خارجية
- بيورن هانسن على موقع IMDb (الإنجليزية)